# Yukihiko Satō
Yukihiko Satō (jap. 佐藤 由紀彦 Satō Yukihiko; ur. 11 maja 1976) – japoński piłkarz występujący na pozycji pomocnika.

## Kariera klubowa
Od 1995 do 2014 roku występował w klubach Shimizu S-Pulse, Montedio Yamagata, FC Tokyo, Yokohama F. Marinos, Kashiwa Reysol, Vegalta Sendai i V-Varen Nagasaki.